# Петрівка (Жмеринка)
Петрівка - місцевість, що знаходиться у Жмеринці.

## Опис
Петрівка – досить велика місцевість, що знаходиться у Південно-Східній частині міста. Забудова одноповерхова, лише три будинки по вул. Цілинній підпорядковуються «ЖмеринкаКомунСервіс», як багатоквартирні. Також на вул. В'ячеслава Чорновола знаходиться Жмеринський будинок інвалідів.

## Цікаві факти
- Між мікрорайоном Калинка (вул. Соборна) і Петрівкою збираються прокласти дорогу [1]